# Júlia Lívila
Júlia Lívila (em latim: Julia Livilla), também chamada de Júlia Germânica, era a filha mais nova de Germânico com Agripina Maior e irmã do imperador romano Calígula.

## História
Júlia Lívila era a bisneta mais nova do imperador Augusto, sobrinha-neta e neta adotiva de Tibério, irmã de Calígula, sobrinha de Cláudio e tia de Nero. Na maior parte das fontes antigas, inclusive inscrições e moedas, ela é simplesmente chamada de "Júlia". É possível que ela tenha abandonado o uso do cognome depois do damnatio memoriae declarado contra sua tia paterna, Lívila (irmã de Germânico e Cláudio), de quem ela herdou o nome. Porém, em sua inscrição sepulcral, ela é explicitamente chamada de "Lívila, filha de Germânico", o que sugere que ela era chamada, em vida, de "Júlia" ou de "Lívila".
Ela nasceu em Lesbos, uma das muitas ilhas Jônicas, durante a viagem de seus pais pelo Mediterrâneo oriental em direção à nova base de comando de Germânico na Síria depois que ele recebeu o maius imperium sobre o território a leste do Adriático de Tibério. Ainda jovem, ela estava com a mãe e o irmão Calígula quando eles voltaram a Roma depois da morte prematura de Germânico em Antioquia em 19.
Júlia foi criada na casa de sua bisavó, Lívia, e, depois, ficou a cargo de sua avó paterna, Antônia Menor. Ela foi prometida pela primeira vez para um primo distante, Quintílio Varo, filho do azarado governador da Germânia Públio Quintílio Varo com Cláudia Pulcra, neta de Otávia Menor, a irmã de Augusto, mas, depois que Quintílio foi encarregado da maiestas em 27, o noivado foi desfeito. Em 33, ela foi casada com Marco Vinício, cuja família era originária de uma pequena cidade nos arredores de Roma. Ele descendia de uma família equestre e tanto seu pai como seu avô serviram como cônsules. Ele tinha um temperamento cordial e era um habilidoso orador, tendo sido nomeado por Tibério como comissário no início de 37. Ele havia sido também cônsul em 30 e procônsul da Ásia em 38/39. De acordo com uma inscrição, Júlia Lívila o teria acompanhado em seu proconsulado.

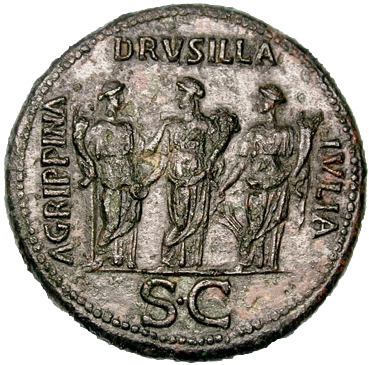
As três irmãs de Calígula, Agripina Menor, Drusila e Júlia Lívila.

Durante os primeiros anos do reinado de Calígula, Lívila, juntamente com suas irmãs mais velhas, Agripina Maior e Drusila, receberam muitas honras e diversos privilégios, como os direitos reservados às virgens vestais (como o direito de assistir aos jogos públicos a partir dos melhores lugares do estádio), a inclusão de seus nomes no juramento de lealdade devido ao imperador e a honra de terem seus bustos representados nas moedas imperiais. Lívila parece ter levado uma vida movimentada na corte do irmão e, segundo Suetônio, ela e Agripina se deixaram prostituir pelo irmão a seus catamitas. Os escritores antigos também relatam fofocas sobre relações incestuosas entre Calígula e as irmãs, incluindo Lívila.
Em 39, Júlia Lívila foi envolvida numa conspiração fracassada (liderada provavelmente por Agripina) para derrubar o irmão e substituí-lo por seu cunhado Marco Emílio Lépido, o viúvo de Drusila e também o amante de Agripina e de Lívila. As duas irmãs foram banidas para as ilhas Pontinas (provavelmente foram separadas, cada uma numa ilha diferente). Depois da morte de Calígula, da quarta esposa dele, Milônia Cesônia, e de sua única filha, Júlia Drusila, ela retornou à corte por ordens do novo imperador, o tio paterno de Lívila, Cláudio. Posteriormente, em 41, ela caiu em desgraça com Messalina, a terceira esposa do imperador, e foi acusada por ele de ter cometido adultério com Sêneca, o Jovem. Ambos foram exilados em Ventotene. Considerações políticas podem ter tido um papel importante no destino de Lívila, mais do que preocupações morais ou domésticas como supuseram os escritores antigos. No final de 41 ou início de 42, Cláudio ordenou que ela fosse morta, aparentemente por inanição, sem uma defesa e com base em acusações infundadas. Ela foi executada mais ou menos na mesma época que sua prima, Júlia, a filha de sua tia Lívila. Seus restos foram depois levados a Roma, provavelmente quando Agripina se tornou imperatriz, e foram depositados no Mausoléu de Augusto.
A inscrição sepulcral encontrada no cipo dela diz: "Lívila, filha de Germânico, jaz aqui" (LIVILLA GERMANICI CAESARIS FILIA HIC SITA EST). Acredita-se que um rico vasilhame encontrado no local tenha abrigado as cinzas de Lívila.